# كارلوس سيلفا فالينتي
كارلوس ألبرتو سيلفا فالينتي (ولد في 25 يوليو 1948 في سيتوبال) هو حكم برتغالي متقاعد. حكم ثلاث مباريات في كأس العالم، واحدة في عام 1986 واثنتان في عام 1990.

## روابط خارجية
- كارلوس سيلفا فالينتي على موقع Soccerway.com (الإنجليزية)